# 伊藤潤二驚選集
《伊藤潤二驚選集》（日语：伊藤潤二『コレクション』）是以日本漫畫家伊藤潤二的恐怖漫畫作品《伊藤潤二傑作集》及《魔之碎片》改編而成的電視動畫，由STUDIO DEEN製作，自2018年1月開播。

## 製作緣起
2017年6月，朝日新聞出版宣布將伊藤潤二的作品改編為動畫，同年8月宣布改編電視動畫由STUDIO DEEN製作，由田頭忍擔任導演和角色設計，他表示動畫會改編自伊藤潤二的兩個短篇集《伊藤潤二傑作集》及《魔之碎片》，但為了給觀眾驚喜，他並沒有表示會改編哪些短篇。動畫的標題在2017年10月12日宣布，同時宣布由澤田薰擔任系列構成，林友樹負責音樂，並表示會有兩集OVA。

## 製作團隊
- 原作 - 伊藤潤二『伊藤潤二傑作集』『魔之碎片』[5]
- 監督、人物設計 - 田頭忍[5]
- 系列構成、脚本 - 澤田薰
- 總作畫監督 - 小林利充
- 美術監督 - 小倉宏昌
- 美術設定 - 長島若葉、岡本晃晴
- 色彩設計 - 有尾由紀子
- 攝影監督 - 鎌田克明、青木孝司
- 編輯 - 植松淳一
- 音響監督 - 鄉田穗積[5]
- 音樂 - 林友树[5]
- 音樂製作人 - 穴井健太郎
- 製作人 - 川崎夏子、楊國祥、茂田美穂、後藤裕、谷口博康、松田桂一、西矢泰之、河内真人
- 動畫製作人 - 大野雅義
- 動畫製作 - STUDIO DEEN[5]
- 動畫製作協力 - Marvy Jack
- 製作 - 伊藤潤二驚選集製作委員會（YTE、木棉花國際、CrunchyrollSC動畫基金、SMIRAL動畫、日本古倫美亞、STUDIO DEEN、PONY CANYON ENTERPRISE、朝日新聞出版）

## 主題曲
片頭曲「痛苦的藍調」
作詞・作曲・編曲・歌 - THE PINBALLS
片尾曲「平行宇宙」
作詞・作曲・編曲 - 中川大二朗 / 歌 - JYOCHO

## 劇集列表
| 1 | No068No090 | 雙一恣意的詛咒 （）地獄的洋娃娃葬禮 （）        | 田頭忍          | 下司泰弘 | 都竹隆治                                                         | 2018年1月5日               | 2020年8月18日 | 傑作集 3傑作集 10 |
| 雙一（日本配音：三矢雄二；台灣配音：林谷珍）是一名個性古怪、擁有詛咒能力的小學生，總是咬著釘子，還經常不服家人和師長的管教，特別是對自己的哥哥公一（日本配音：細谷佳正；台灣配音：孟慶府）感到不滿。他經常以捉弄他人為樂，或透過蟾蜍、蜘蛛等生物為媒介詛咒自己的同學。不知何時起，全世界的孩子間流傳著一種“人偶病”，某對夫妻的愛女麻理繪（日本配音：半場友惠；台灣配音：雷碧文）也因此變成人偶，她的父母原本想讓人偶就這麼待在家中，但在人偶逐漸變化成恐怖的怪物後，她的父母便決定將它燒毀。 |            |                                                 |                 |          |                                                                  |                            |               |                   |
| 2 | No041No084 | 時尚模特兒 （）長夢 （）                        | 鮑勃白旗        | 藤代和也 | 櫻井拓郎、服部憲知 都竹隆治、飯飼一                              | 2018年1月12日              | 2020年8月19日 | 傑作集 6傑作集 9  |
| 電影社成員岩崎（日本配音：岸尾大輔；台灣配音：黃天佑），某天在時尚雜誌上看見長相奇特的女模特淵（日本配音：小山茉美；台灣配音：雷碧文）後便印象深刻，並有不祥的預感。但導演織田（日本配音：細谷佳正；台灣配音：陳彥鈞）卻在電影招募女主角時不顧岩崎反對，將淵也一併錄用。在一次外景拍攝中，淵將電影的女主角森珠枝（日本配音：名塚佳織；台灣配音：馮嘉德）和電影社成員三宅（日本配音：飯島肇；台灣配音：孟慶府）吃掉，並朝岩崎伸出了魔掌。一名醫師黑田（日本配音：浪川大輔；台灣配音：胡鎮璽）某天醫院來了一名患者向田哲郎（日本配音：阪口周平；台灣配音：林谷珍）為著持續做長夢而困擾並為此求診。在向田死後，黑田醫師把從他腦內發現的不明結晶投入另一名懼怕死亡的病患竹島麻美（日本配音：岡純子；台灣配音：魏晶琦）體內，讓她沉浸在夢境中不畏懼死亡。 |            |                                                 |                 |          |                                                                  |                            |               |                   |
| 3 | No080No066 | 十字路口的美少年 至死不渝的愛 （）蛞蝓少女 （） | 田頭忍          | 三上喜子 | 柳野龍男、青木                                                   | 2018年1月19日              | 2020年8月20日 | 傑作集 4傑作集 9  |
| 在一個迷霧壟罩的城市盛行著十字路口占卜的傳聞，向在十字路口最先遇到的人提問以占卜吉凶，而如果有人向十字路口的美少年（日本配音：綠川光；台灣配音：黃天佑）詢問戀情，那麼詢問者的戀情必定以失敗告終。深田龍介（日本配音：吉野裕行；台灣配音：胡鎮璽）小時候，曾被一位女人（日本配音：朴璐美；台灣配音：馮嘉德）占卜詢問戀情的結果，但龍介表示否定，隔天那名女人在十字路口自殺，自此以後龍介活在陰影中，後來得知那名女人是青梅竹馬柴山綠（日本配音：齊藤佑圭；台灣配音：雷碧文）的阿姨，難以抹去的負罪感使他遠離綠，但又不敢告訴她真相。長大後回來這座城市與青梅竹馬小綠及其好友田中鈴枝（日本配音：水野理紗；台灣配音：魏晶琦）一同捲入那一連串十字路口占卜事件中，而後龍介為對抗並且捉到十字路口的美少年，也開始在十字路口為他人占卜。原本很愛說話的一名女學生夕子（日本配音：名塚佳織；台灣配音：馮嘉德）的舌頭自某天開始不知為何逐漸變成一隻蛞蝓，她的父母將她泡入滿是鹽的浴缸以驅趕蛞蝓，卻導致夕子除頭部以外的身體因鹽萎縮，看起來就像是一隻蝸牛。 |            |                                                 |                 |          |                                                                  |                            |               |                   |
| 4 | No080No066 | 寒氣 （）傀儡家族 （）                          | 田頭真理恵      | 福元慎一 | 飯塚英里、菅原浩喜 相原理沙、漢人寛子                            | 2018年1月26日              | 2020年8月21日 | 傑作集 7傑作集 8  |
| 裕史（日本配音：木村良平；台灣配音：陳彥鈞）的鄰居梨奈（日本配音：水野理紗；台灣配音：馮嘉德）因天生罹病而足不出戶，裕史發現她手臂上有無數的洞，進而回想起過世的祖父（日本配音：石住昭彥；台灣配音：黃天佑）身上也有相同的洞，便將這事告訴他的朋友英夫（日本配音：杉田智和；台灣配音：林谷珍）。在與英夫一起看了祖父留下的日記後，他們得知祖父是因為得到了一塊滿是孔洞的翡翠而遭到詛咒。英夫不相信日記中詛咒的事，仍去尋找那塊翡翠，找到後身體也發生症狀，隔天便死在河邊，而梨奈的病情也逐漸好轉。出身於傀儡劇團的北脇治彥（日本配音：島﨑信長；台灣配音：孟慶府）過著邊旅行邊表演傀儡戲來維持生計，他的兄長雪彥（日本配音：浪川大輔；台灣配音：黃天佑）懷疑是傀儡在操控人而非人在操控傀儡。數年後，治彥和妹妹夏美（日本配音：嶺内智美；台灣配音：馮嘉德）一同拜訪好久不見的哥哥，發現哥哥全家都像傀儡一樣被操控，而控制者是被稱為約翰小丑（日本配音：浪川大輔）的傀儡。治彥打壞發狂的約翰小丑後，發現哥哥全家變成傀儡，不知他們是否就是傀儡，或是因為控制而逐漸變成傀儡。 |            |                                                 |                 |          |                                                                  |                            |               |                   |
| 5 | No040No049 | 押切異談 （）布製教師 （）                      | 副島惠文        | 添野恵   | 服部憲知、都竹隆治                                               | 2018年2月2日               | 2020年8月22日 | 傑作集 10傑作集 3 |
| 一名男學生押切徹（日本配音：下野紘；台灣配音：孟慶府）的家可以通往異次元，他的同學藤井未央（日本配音：名塚佳織；台灣配音：馮嘉德）因好奇而造訪後進入異次元，在押切也進入異次元後發現另一個次元的自己正對著未央施打藥劑，雖然押切救下未央，但他們並不知道自己能否離開這個世界。新學期開學時，雙一的班導師柳田（日本配音：伊藤健太郎；台灣配音：黃天佑）和雙一一樣口含鐵釘且到處惡作劇，班長若山降雪（日本配音：松原田螺；台灣配音：胡鎮璽）發現柳田是個布偶，並認為這是雙一造成的，卻因此被雙一報復，長出落腮鬍。晚上，另一名教師曾我（日本配音：生天目仁美；台灣配音：魏晶琦）的布偶襲擊若山、河合（日本配音：下野紘；台灣配音：陳彥鈞）與山田（日本配音：伊藤節生；台灣配音：孟慶府）等人，若山等人潛入雙一家的閣樓，發現雙一已經製作了若山的布偶。故事最後，雙一因為自己的惡作劇而嚐到苦果。 |            |                                                 |                 |          |                                                                  |                            |               |                   |
| 6 | No067No123 | 鄰家的窗戶 （）緩慢的告別 （）                  | 原英和 鏑木宏   | 藤代和也 | 山田雄一郎、鰐淵和彦、坂口蒼星 飯飼一幸、松下純子、宇都木勇      | 2018年2月9日               | 2020年8月23日 | 傑作集 9魔之碎片  |
| 坂口博史（日本配音：木村良平；台灣配音：胡鎮璽）一家三口搬進父親買的便宜中古屋居住，而隔壁的沼毛（日本配音：鯨；台灣配音：雷碧文）家是整棟建築只有一個窗戶的奇特房子，而且這座窗戶正對著博史的房間。博史與母親為跟她打招呼前來按門鈴，卻始終無人應門。附近鄰居表示從沒看過沼毛本人，但只要到了夜晚，二樓的窗戶就會出現她的人影。後來，每天深夜博史在房間睡覺時，就會聽見沼毛在呼喚他。池田璃子（日本配音：日笠陽子；台灣配音：魏晶琦）從小非常害怕父親（日本配音：玉野井直樹；台灣配音：黃天佑）有天離自己而去。她長大嫁給戶倉家的誠（日本配音：平川大輔；台灣配音：陳彥鈞），但除了丈夫和小姑友香（日本配音：高森奈津美；台灣配音：馮嘉德）以外，家裡其他人都不曾給她好臉色看。戶倉家中若有成員過世，整個家族會一起發動念力製造死者的殘像，殘像大約二十年後消失，生者可以透過這段時間向死者緩慢地告別。璃子得知後請求誠替自己的父親製造殘像，卻遭到婉拒。有天璃子發現誠外遇，誠向她坦白，其實璃子在訂婚前一天就車禍身亡，現在的她只是殘像，得知事實的璃子決定回去陪伴年邁的父親。 |            |                                                 |                 |          |                                                                  |                            |               |                   |
| 7 | No022No088 | 中古唱片 （）沒有道路的街道 （）                | 田頭忍          | 村上勉   | 柳野龍男、青木、都竹隆治                                         | 2018年2月16日              | 2020年8月24日 | 傑作集 9傑作集 7  |
| 中山（日本配音：M·A·O；台灣配音：馮嘉德）到友人小川（日本配音：内田彩；台灣配音：雷碧文）家裡聽她收藏的中古唱片，這是一張能讓人發狂的唱片。中山希望拷貝唱片，但小川不願意，中山於是偷走唱片，並在爭執之中殺死小川。中山四處尋找唱片機以聽到唱片內容，卻引來多個受唱片內容而發狂的人企圖搶奪唱片，中山為了躲避追捕而失足摔死，死後的中山和小川從口中發出唱片中的美聲。據說只要在睡著的人耳邊輕輕囁語，就能潛入那個人的夢裡，這種現象稱為「亞里斯多德」。彩子（日本配音：水橋香織；台灣配音：馮嘉德）在夢裡見到了用這種方式進入岸本同學（日本配音：吉野裕行；台灣配音：孟慶府），但岸本卻被同樣出現夢中自稱是開膛手傑克（日本配音：木練翔；台灣配音：黃天佑）的男人殺害，事件之後，彩子的房間隨時都被家人偷窺。對家人異常行為深感困擾的彩子，決定去玉枝（日本配音：山像香；台灣配音：魏晶琦）阿姨家求救，卻看到更驚人的景象。 |            |                                                 |                 |          |                                                                  |                            |               |                   |
| 8 | No088No027 | 祖先大人 （）馬戲團來了 （）                    | 鮑勃白旗        | 宮田亮   | 木上炯仁、青鉢芳信、飯野皓                                       | 2018年2月23日              | 2020年8月25日 | 傑作集 9傑作集 7  |
| 理佐（日本配音：折笠富美子；台灣配音：雷碧文）因為某個原因而失憶，也忘記未婚夫牧田秀一（日本配音：細谷佳正；台灣配音：黃天佑）曾向自己求婚的事，理佐完全想不起任何事，甚至開始出現幻覺。當她來到的牧田家中時見到牧田父親（日本配音：赤星昇一郎；台灣配音：陳彥鈞），發現他的父親頭上頂著牧田家祖先的頭蓋骨，層層相連如同毛蟲。理佐回想起這便是讓自己失憶的原因，並拚命地逃離追趕而來強逼自己結婚的秀一。巴比魯斯馬戲團造訪某個小鎮，當地居民吉行（日本配音：木村良平；台灣配音：孟慶府）和許多鎮民被馬戲團裡的女星蕾莉亞（配音：名塚佳織；台灣配音：馮嘉德）吸引前往觀賞，即使團員們因為表演接連失誤而接連意外死亡，團長（日本配音：江原正士；台灣配音：林谷珍）也沒有停止演出，在團員馬利歐（日本配音：近藤隆；台灣配音：孟慶府）最後表演空中盪鞦韆意外死亡後，團長以娶蕾莉亞為妻當作條件，邀請觀賞的群眾加入馬戲團。 |            |                                                 |                 |          |                                                                  |                            |               |                   |
| 9 | No088No027 | 畫家 （）血玉樹 （）                            | 山本蒼美        | 古賀一臣 | 山中純子、都竹隆治、澤和雄                                       | 2018年3月2日               | 2020年8月26日 | 傑作集 9傑作集 7  |
| 新銳畫家森光夫（日本配音：鄉田穗積；台灣配音：林谷珍）的個人畫展中遇到一名美女富江（日本配音：末柄里恵；台灣配音：魏晶琦），富江對森表示，若換掉畫中的女模特兒會更好，說完隨即離去。之後當森再度遇見富江時，便以她為模特兒作畫，但富江看到完成後的作品，表示「畫作沒能展現出自己的美」便離去。幾天後，森為了畫富江變得越來越瘋狂，發現富江在當雕刻家岩田忠夫（日本配音：原昌和；台灣配音：黃天佑）的模特兒後，他為了看岩田雕刻的富江而打死岩田，並向富江表示自己能畫出她的美，但再次畫出來的是頭上分裂富江的模樣，因此與富江爭執並將她大卸八塊，但富江分裂的屍塊都逐漸再生。安西（日本配音：吉野裕行；台灣配音：胡鎮璽）和加奈（日本配音：新宅真紀；台灣配音：馮嘉德）因為駕車在山中拋錨而下車求援，途中遇到一群小孩，卻被他們追殺並被吸血，兩人到了一個神秘的荒廢村落，裏頭只住著一名青年（日本配音：石田彰；台灣配音：孟慶府）。青年幫助加奈脖子上的傷口包紮，青年看著加奈便想到他過去遇到的女性（日本配音：根谷美智子；台灣配音：雷碧文）她脖子上的傷口長滿血球，最後她被血球吸光所有血，變成木乃伊。安西在青年的家發現血玉樹，感到不對勁的情況下便帶著加奈逃走，但加奈脖子上也長出血球，最後加奈吃下自己的血球。 |            |                                                 |                 |          |                                                                  |                            |               |                   |
| 10 | No109No026 | 三酸甘油酯 （）橋 （）                          | 西澤晋 金崎貴臣 | 殿勝秀樹 | 山田雄一郎、宇津木勇、松下純子 飯飼一幸、柳野龍男、青木          | 2018年3月9日               | 2020年8月27日 | 傑作集 11傑作集 7 |
| 唯（日本配音：種田梨沙；台灣配音：馮嘉德）她家位在富士山腳下，家裡經營烤肉店，唯就在這裡和滿身油膩的爸爸（日本配音：藤沼建人；台灣配音：黃天佑），以及喜歡喝沙拉油、滿臉青春痘的哥哥五郎（日本配音：吉野裕行；台灣配音：陳彥鈞）一起生活。唯非常討厭油膩膩的家，並因此有能力得知空氣中的含油濃度。某日，唯和五郎發生爭執，五郎擠出青春痘的油淋在唯臉上，爸爸阻止五郎後，劇情暗示他將五郎做成烤肉。故事的最後油度到達百分之百。加奈子（日本配音：渡邊明乃；台灣配音：雷碧文）回到祖母阿袖（日本配音：谷育子；台灣配音：魏晶琦）所在的村莊裡，聽祖母訴說著這村子裡的怪習俗，逝者都會以放水流的方式祭拜，但大部份的逝者都會撞橋而沉入河底，於是無法投胎的村民怨念聚集橋上，呼喚著村裡最後的生者阿袖。 |            |                                                 |                 |          |                                                                  |                            |               |                   |
| 11 | No055No035 | 超自然轉學生 （）稻草人 （）                    | 鮑勃白旗        | 藤代和也 | 都竹隆治、坂口蒼星、飯飼一幸 山田雄一郎、宇津木勇 柳野龍男、青木 | 2018年3月16日              | 2020年8月28日 | 傑作集 11傑作集 7 |
| 自從轉學生束野稜（日本配音：梶裕貴；台灣配音：胡鎮璽）來到細谷麻衣子（日本配音：齊藤佑圭；台灣配音：魏晶琦）所住的小鎮上後，就發生許多超自然現象。有天束野宣稱淋過某個瀑布的水可以獲得超能力，對超能力心生嚮往的柴山光（日本配音：細谷佳正；台灣配音：陳彥鈞）試圖一探究竟，但他的同學北川清（日本配音：木村良平；台灣配音：林谷珍）卻將他推落瀑布並自己取得超能力，並和成為浮屍的柴山以超能力互相攻擊。在束野離開後，小鎮恢復原狀，而他又為了追求不可思議之事散步到新的城鎮。在沼田（日本配音：內田直哉；台灣配音：黃天佑）將死去的女兒由紀（日本配音：井上麻里奈）下葬後，由紀生前的情人俊夫（日本配音：關俊彥；台灣配音：孟慶府）想來祭拜她，反對兩人婚事的沼田在墓前插稻草人趕跑俊夫。在稻草人的外表逐漸變成由紀的容貌後，當地人紛紛效法以思念亡者。某日，俊夫不知為何死在墓園，有著由紀外表的稻草人倒了下來，與俊夫擁在一起相吻著。 |            |                                                 |                 |          |                                                                  |                            |               |                   |
| 12 | No055No035 | 潰談 （）謠傳 （）                              | 西澤晋 副島惠文 | 添野恵   | 都竹隆治、小林利充 山田雄一郎、宇都木勇                          | 2018年3月23日              | 2020年8月29日 | 傑作集 11傑作集 3 |
| 從南美回來的尾木（日本配音：佐藤節次；台灣配音：胡鎮璽），將他賭命帶回的壺拿給朋友杉男（日本配音：下野紘；台灣配音：黃天佑）看。壺是尾木在叢林裡迷路後，好不容易找到部落，並從該部落帶回的禮物，裡面裝滿蜜，尾木決定給杉男分享，並告訴杉男「飲用時別被發現」，自此杉男再也忘不那令人感動的美味。咲山綠（日本配音：中原麻衣；台灣配音：馮嘉德）被謠傳說與大塚（日本配音：小野賢章；台灣配音：胡鎮璽）同學正在交往而被大家所冷落，大塚因不明原因腹痛而住院，而咲山綠前去探望大塚時，發現谷山圓（日本配音：緒乃冬華；台灣配音：雷碧文）也同樣在探望大塚。同時雙一自己製造謠傳而讓自己受到矚目，但卻被咲山綠揭穿謠傳的謊言。 |            |                                                 |                 |          |                                                                  |                            |               |                   |
| OVA | No001No006 | 「富江」Part1 （）「富江」Part2 （）            | 田頭忍          | 田頭忍   | 田頭忍、都竹隆治、冨澤和雄                                       | 2018年4月27日2018年5月25日 | 2020年8月30日 | 傑作集 1傑作集 2  |
| 富江（日本配音：末柄里恵；台灣配音：魏晶琦）因為和高木老師（日本配音：鄉田穗積；台灣配音：黃天佑）發生不倫，無意間被山本（日本配音：木村良平；台灣配音：孟慶府）聽到，於是和富江發生爭執，最後失手殺了富江。山本打算報警，卻被高木老師制止，並利用實習課將富江分屍，再分成小包由各個同學丟到隱密處，沒想到富江卻復活。因腎臟疾病住院的三尾雪子（配音：金元壽子；台灣配音：雷碧文）有天北山正（配音：寺島拓篤；台灣配音：胡鎮璽）前去探病，離去時在窗外看見他跟一名女生碰面，不久那名女生前往病房與雪子見面，自稱水谷麗子（配音：末柄里恵；台灣配音：魏晶琦）且警告雪子不准跟阿正見面，雙方發生爭執。隨著阿正跟麗子頻繁見面，阿正心中湧起想殺死麗子的衝動，之後在小巷中將其刺殺，阿正被以現行犯逮捕，麗子的遺體經父親同意捐贈器官。移植手術非常成功，但是雪子一天天變大的肚子，不僅異常且伴隨劇烈疼痛，之後動手術才發現移植的腎臟長出完整的人頭，並自稱富江。 |            |                                                 |                 |          |                                                                  |                            |               |                   |

## 播放電視台
日本深夜動畫：下文記載的日本国内播放時間使用日本標準時間（UTC+9）表示。因為部分時間标识會採用30小时制，因此請留意这类超过24:00的时间，其實際播放時間為翌日清晨。
| 播放地區 | 播放電視台 | 播放日期                | 播放時間                  | 備註                                  |
| -------- | ---------- | ----------------------- | ------------------------- | ------------------------------------- |
| 日本全國 | WOWOW      | 2018年1月5日－3月23日   | 星期五 22時30分－23時30分 | BS/CS放送 / 『動畫首映』頻道 / 有重播 |
| 東京都   | TOKYO MX   | 2018年1月7日－3月25日   | 星期日 22時00分－22時30分 |                                       |
| 日本全國 | AT-X       | 2018年1月10日－3月28日  | 星期三 23時30分－24時00分 | CS放送 / 包含重播                     |
| 臺灣     | Animax     | 2020年8月18日 - 8月31日 | 星期一至日 23:00-24:00    |                                       |

## DVD
| 卷數 | 發賣日期      | 收錄話數            | 規格編號 |
| ---- | ------------- | ------------------- | -------- |
| 上   | 2018年3月30日 | 第1話～第4話        | SMID-007 |
| 中   | 2018年4月27日 | 第5話～第8話 +OVA1  | SMID-008 |
| 下   | 2018年5月25日 | 第9話～第12話 +OVA2 | SMID-009 |

## 外部連結
- 電視動畫《伊藤潤二驚選集》官方網站 （页面存档备份，存于） （日語）
- 電視動畫《伊藤潤二驚選集》官方的X（前Twitter） （日語）